# Adiponitrila
Adiponitrila é o composto químico com a fórmula (CH2)4(CN)2. Esta dinitrila e um importante precursor do polímero nylon 6.6.
Por causa do valor industrial da adiponitrila, muitas rotas têm sido desenvolvidas para sua síntese. Em um método,acrilonitrila é dimerizada via eletrossíntese:
2 CH2CHCN  +  2 e-  +  2 H+   →  NCCH2CH2CH2CH2CN
Tem também sido preparados por hidrocianação catalisada por níquel do butadieno:
2 CH2CHCHCH2  +  2 HCN   →  NCCH2CH2CH2CH2CN
Adiponitrila pode ser hidrogenada a 1,6-diaminohexano e hidrolizada a ácido adípico